# Anton Cestnik
Anton Cestnik, slovenski rimskokatoliški duhovnik in politik, * 30. november 1868, Vrhe, † 31. marec 1947, Celje.

## Življenje in delo
Rodil se je pri Sv. Lenartu v župniji Čemšenik. Po končani gimnaziji, ki jo je obiskoval v Ljubljani, je nadaljeval s študijem bogoslovja v Ljubljani in Mariboru. V duhovnika je bil posvečen leta 1891. Kot kaplan je služboval v Starem trgu pri Slovenj Gradcu, Rušah in Brežicah ter kot korni vikar v Mariboru. Od leta 1899 je poučeval verouk v slovenskih oddelkih celjske dvojezične nižje gimnazije, od 1918 pa na celjski državni realki. Službo profesorja je opravljal do leta 1926, ko se je upokojil.
V letih, ko je služboval v Rušah je v listu Slovenski gospodar objavljal krajevno-zgodovinske črtice, leta 1899 pa je v Voditelju objavil zgodovinsko skico ruški o cerkvi. V Celju je med drugim deloval tudi na gospodarskem in političnem področju. Z vikarjem Ivanom Goriškom je leta 1907 sodeloval pri ustanovitvi Katoliškega prosvetnega društva in bil predsednik Slovenske ljudske stranke za celjski okraj. Leta 1926 je bil na strankini listi izvoljen v celjski mestni svet. V tem času je z odvetnikom Antonom Ogrizkom sodeloval pri ustanovitvi Oblastne hranilnice in deloval še v odboru Zadružne zveze, Vzajemne zavarovalnice in Banovinske hranilnice. Pomembno vlogo pa je imel po ustanovitvi leta 1927 tudi v Mohorjevi družbi v Celju.
14. avgusta 1935 je bil eden od prvakov nekdanje SLS, ki so v Ljubljani podpisali prijavo za pristop k vsedržavni Jugoslovanski radikalni zajednici.